# دیوید کولیبالی
دیوید کولیبالی (انگلیسی: David Coulibaly؛ زادهٔ ۲۱ ژانویهٔ ۱۹۷۸) بازیکن فوتبال اهل مالی است.
از باشگاه‌هایی که در آن بازی کرده‌است می‌توان به باشگاه فوتبال لیل اشاره کرد.
وی همچنین در تیم ملی فوتبال مالی بازی کرده‌است.